# Amos Cassioli

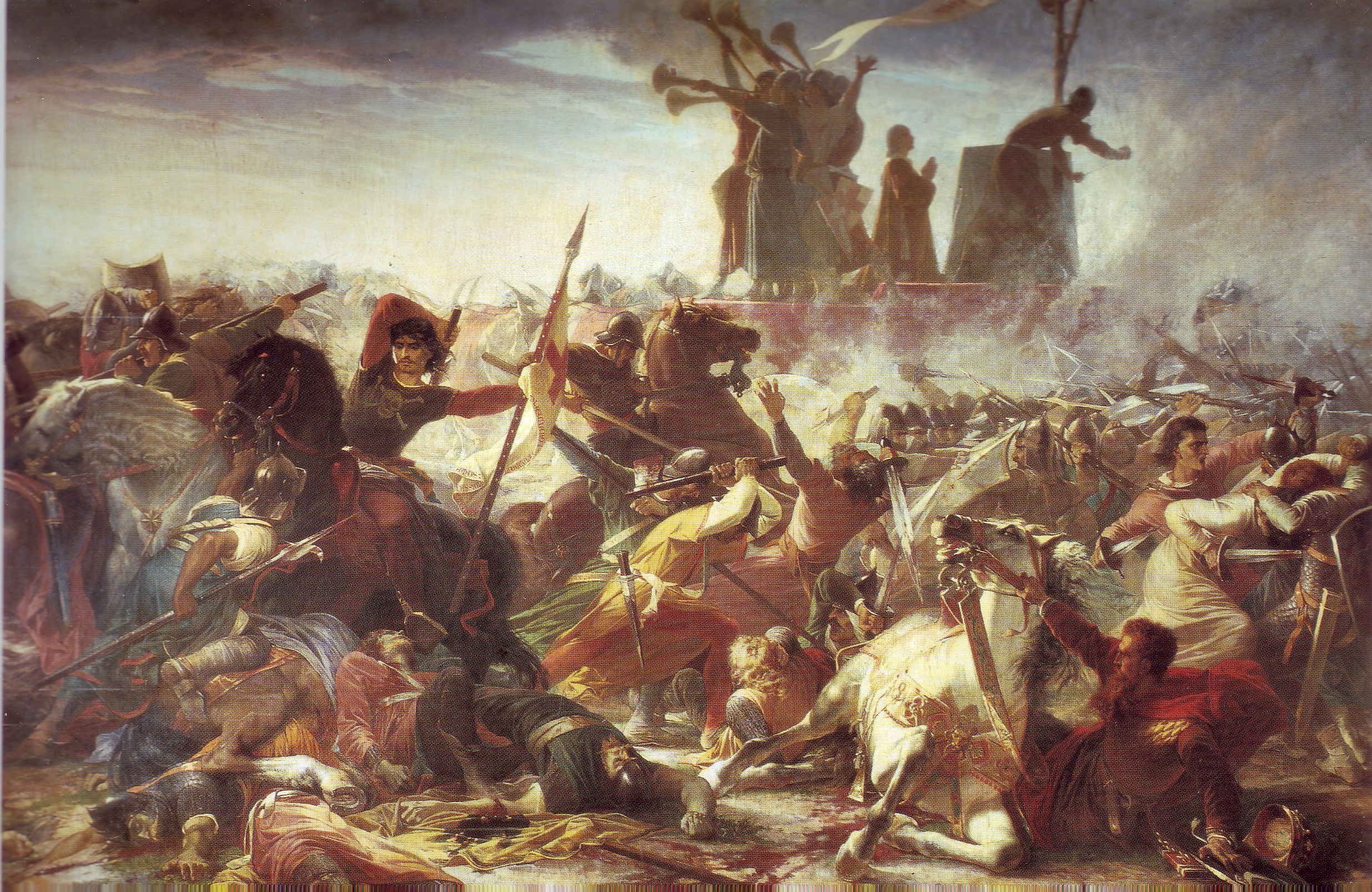
Battaglia di Legnano, Palazzo Pitti, Florenz

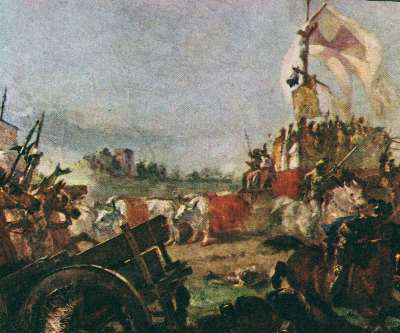
Il Carroccio alla battaglia di Legnano, Palazzo Pitti, Florenz

Amos Cassioli (* 10. August 1832 in Asciano; † 17. Dezember 1891 in Florenz) war ein italienischer Porträt- und Historienmaler.

## Leben
Seine Eltern waren Domenico Cassioli und Assunta Mazzoni. Sein Onkel Ottavio Cassioli, Organist an der Kathedrale von Arezzo.
Nach einem Studium an der Akademie der schönen Künste (Accademia di belle arti) in Siena unter Luigi Mussini von 1850 bis 1855 konnte er sich dank eines ihm vom toskanischen Großherzog Ferdinand IV. zuerkannten Stipendiums von 1856 bis 1860 in Rom aufhalten. Danach wählte er Florenz als Dauerwohnsitz, erhielt jedoch beständige Beziehungen zu Siena aufrecht. In Florenz wurde 1865 sein Sohn Giuseppe geboren († 1942 ebd.), der Maler und Bildhauer wurde. 1886 gestaltete er mit Pietro Aldi und Cesare Maccari den Sala del Risorgimento im Palazzo Pubblico in Siena. Unterstützt wurde er dabei von seinem Sohn Giuseppe. Sein letztes Werk gestaltete er in Livorno auf dem Friedhof Cimitero della Misericordia in der Kapell Guerrazzi. Hier malte er Fresken aus dem Purgatorio von Dante Alighieri. Das Werk wurde von seinem Sohn beendet.
Cassioli war ein ausgezeichneter Porträtist. Er zeichnete sich aber auch durch große Werke mit historischem Gehalt aus, wie z. B. die Schlacht von Legnano (Florenz, Galerie der modernen Kunst im Palazzo Pitti). Bemerkenswert ist auch seine Produktion von Gemälden klassischen Inhalts; viele davon befinden sich dank eines wichtigen Nachlasses im Museo Amos e Giuseppe Cassioli in Asciano, das 1991 im ehemaligen Haus der Familie (Via Mameli 34) entstanden ist.

## Weitere Werke (Auswahl)

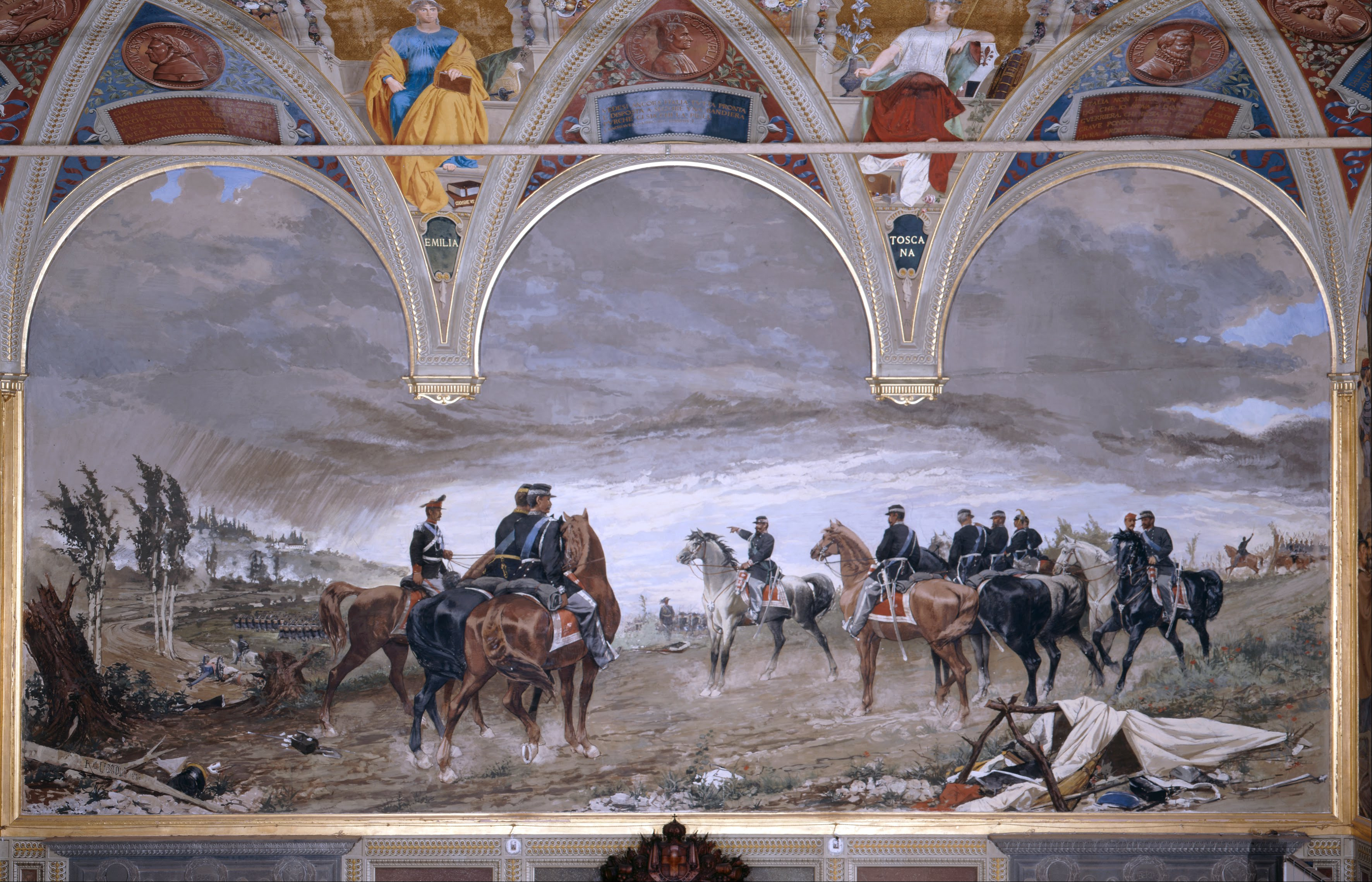
Battaglia di San Martino, Palazzo Pubblico, Siena

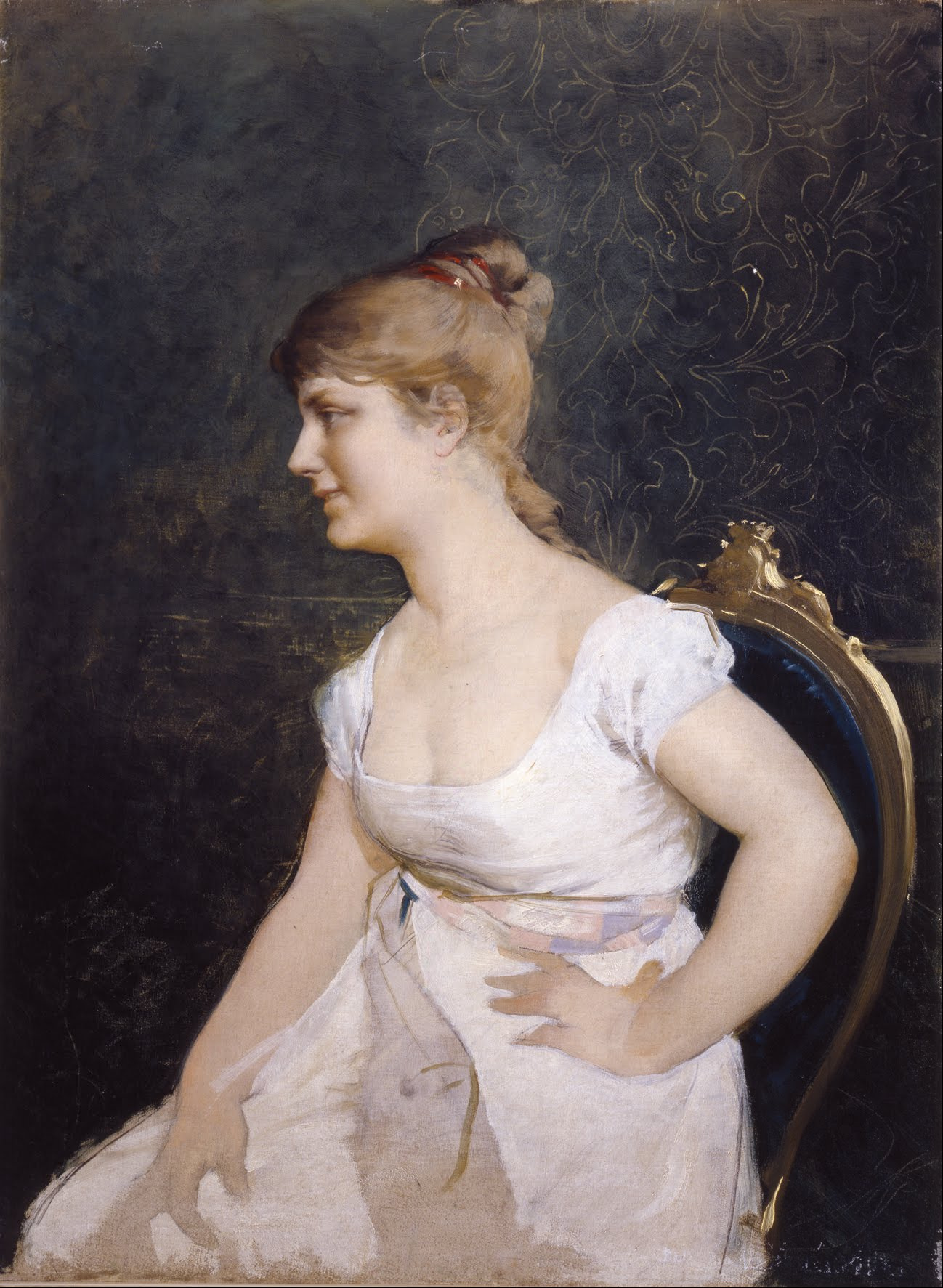
Ritratto di giovane signora, Museo Cassioli - Pittura senese dell’Ottocento, Asciano

- Asciano, Museo Cassioli - Pittura senese dell’Ottocento:[5]
  - Allegoria della notte, um 1885 entstanden.
  - Autoritratto di Amos Cassioli, 1860 entstanden.
  - Bianca Cappello, 1878 entstanden.
  - Cino e Selvaggia, 1864 entstanden.
  - Ciociara, 1855–1859 entstanden.
  - Ciociara con fazzoletto in testa, 1856–1859 entstanden.
  - Ciociara seduta, 1856–1859 entstanden.
  - Il cavallo nero, 1861 entstanden.
  - La modella nello studio di Leonardo, 1872 entstanden.
  - Ritratto di giovane signora, 1880 entstanden.
- Florenz, Palazzo Pitti: Schlacht von Legnano (Battaglia di Legnano), 1870 vollendet.[1]
- Livorno, Cimitero della Misericordia: Capella Guerrazzi, Fresken.[1]
- Monteroni d’Arbia, Ortsteil Radi, Chiesa di San Pietro Apostolo a Radi: Madonna della Stella, 1868 für Alessandro Bichi Ruspoli entstanden. Befindet sich heute im Museum Cassioli in Asciano.[6]
- Siena, Accademia Musicale Chigiana, Sala Casella:[7] Visita di Galeazzo Sforza a Lorenzo de’ Medici, Ölgemälde, 1868[1] entstanden (193 × 290 cm).[8]
- Siena, Camposanto della Misericordia di Siena: Fresken der Capella Franci, 1887 entstanden.[1]
- Siena, Palazzo Pubblico:
  - Schlacht von San Martino (Battaglia di San Martino), Sala del Risorgimento, Fresko, 1886 entstanden.[7]
  - Schlacht von Palestro (Battaglia di Palestro), Sala del Risorgimento, Fresko, 1886 entstanden.[7]
  - Giuramento di Pontida, Sala del Capitano del Popolo, Leinwandbild, 1875 entstanden.[7]
  - Provenzan Salvani nel Campo di Siena, Sala del Capitano del Popolo, Leinwandbild, 1875 entstanden.[7]
- Siena, Palazzo Salimbeni, Kunstsammlung der Monte dei Paschi di Siena:
  - Schlacht von Legnano (Battaglia di Legnano), Bleistiftentwurf, um 1860 entstanden (193 × 227 cm).[9][10]
  - Il giuramento di Pontida, Ölgemälde, um 1875 entstanden (25 × 51 cm).[11]